# Cymonomus clarki
Cymonomus clarki is een krabbensoort uit de familie van de Cymonomidae. De wetenschappelijke naam van de soort is voor het eerst geldig gepubliceerd in 2008 door Ahyong.